# В краю крови и мёда
«В краю крови и мёда» (англ. In the Land of Blood and Honey) — американский художественный фильм Анджелины Джоли в жанре драмы, поставленный режиссёром Анджелиной Джоли по собственному сценарию. Фильм повествует об истории любви сербского солдата и боснийской девушки, разворачивающейся на фоне Боснийской войны. Снимался в Венгрии. Премьера фильма состоялась 5 декабря 2011 года в School of Visual Arts (Нью-Йорк). Фильм вышел на экраны США в ограниченном прокате 23 декабря 2011 года. Мировая премьера состоялась 12 февраля 2012 года на международном кинофестивале в Берлине во внеконкурсном показе.
Название фильма происходит от теории, согласно которой топоним «Балканы» образован от турецких слов «бал» (мёд) и «кан» (кровь); однако, согласно научной теории, название полуострова происходит от названия одноимённых гор, которые, в свою очередь, восходят к «Balkan» — «большая, высокая горная цепь, поросшая лесами».

## Сюжет
Действие фильма проходит в 1992 году на фоне Боснийского конфликта на Балканах. Главные герои фильма, серб и боснийская девушка, встречаются и влюбляются друг в друга. Далее начинается война, которая ставит их по разные стороны фронта. Следующая встреча героев происходит в лагере для военнопленных — теперь они враги.

## В ролях
- Горан Костич[англ.] — Даниел
- Зана Марьянович — Айла
- Раде Шербеджия — Небойша
- Никола Джурицко — Дарко
- Бранко Джурич[англ.] — Александар
- Милош Тимотиевич — Джура
- Альма Терзич — Хана
- Джана Пиньо — Надя
- Доля Гавански — Майда
- Феда Стукан — Петар
- Эрмин Браво — Мехмет
- Борис Лер — Тарик
- Елена Йованова — Эсма

## Производство
Подбор актёрского состава Анджелина Джоли принципиально производила среди актёров балканского полуострова, объясняя это тем, что американцам недоступна «эмоциональная глубина, присущая людям из этого региона». «Это было такое мощное ощущение добра, света, любви, мёда, если хотите, что всякая боязнь возможных конфликтов исчезла в один миг. В таком духе всеобщего братства и единения мы работали с первого до последнего дня, и смею заверить, что в такой атмосфере я побывала впервые», — вспоминала Джоли о своём режиссёрском дебюте.

## Критика
Фильм получил смешанные отзывы. По состоянию на 19 декабря 2012 года рейтинг веб-сайта Rotten Tomatoes показывает, что на основе отзывов 82 критиков фильм получил положительный отклик от 57 % критиков. Средний рейтинг 5,8 из 10.
Режиссёр Эмир Кустурица заявил, что голливудский фильм представляет собой заказ на службе у пропаганды, добавив при этом, что режиссерский дебют Джоли считает плохим, впрочем как и большинство голливудских фильмов.
Кинокритик Андрей Плахов напротив отозвался о фильме в позитивном ключе, заметив: «Нельзя отрицать тот факт, что фильм сделан с вдохновением и страстью, давно забытыми Голливудом. И вовсе нет там привычных схем военного кино; даже некоторая профессиональная неуклюжесть в построении сценария, как ни странно, работает на общий эмоциональный эффект».
Тодд Маккарти пишет в The Hollywood Reporter, что Джоли «заслуживает значительного доверия за создание мощной, гнетущей атмосферы и очень достоверной постановке ужасных событий».

## Награды и номинации
| Награды и номинации (приведено в хронологической последовательности) | Награды и номинации (приведено в хронологической последовательности)                                                                                                   | Награды и номинации (приведено в хронологической последовательности) | Награды и номинации (приведено в хронологической последовательности) | Награды и номинации (приведено в хронологической последовательности) |
| Церемония                                                            | Награда | Категория                                                            | Номинант                                                             | Результат                                                            |
| -------------------------------------------------------------------- | --- | -------------------------------------------------------------------- | -------------------------------------------------------------------- | -------------------------------------------------------------------- |
| 15 января 2012                                                       | 69-я церемония вручения наград премии «Золотой глобус» (69th Golden Globe Awards)                                                                                      | Лучший фильм на иностранном языке (Best Foreign Language Film)       | фильм «В краю крови и мёда»                                          | Номинация                                                            |
| 21 января 2012                                                       | 23-я премия гильдии продюсеров США (23rd Producers Guild of America Awards)                                                                                            | Премия Стэнли Крамера (Stanley Kramer Award)                         | фильм «В краю крови и мёда»                                          | Победа                                                               |
| 17 февраля 2012                                                      | Премия национальной ассоциации содействия прогрессу цветного населения за достижения в сферах кино, телевидения, театра, музыки и литературы (43rd NAACP Image Awards) | Выдающийся иностранный фильм (Outstanding Foreign Motion Picture)    | фильм «В краю крови и мёда»                                          | Победа                                                               |
| 17 февраля 2012                                                      | Премия национальной ассоциации содействия прогрессу цветного населения за достижения в сферах кино, телевидения, театра, музыки и литературы (43rd NAACP Image Awards) | Выдающаяся режиссура (Outstanding Directing in a Motion Picture)     | Анджелина Джоли                                                      | Номинация                                                            |
| 7 июля 2012                                                          | Сараевский кинофестиваль | Почетный приз (Honorable Mention)                                    | фильм «В краю крови и мёда»                                          | Победа                                                               |